# Shimase-Preis für Liebesgeschichten
Shimase ren’ai bungaku-shō (japanisch 島清恋愛文学賞, deutsch: Shimase-Literaturpreis für Liebesgeschichten) ist ein japanischer Literaturpreis, der jährlich für herausragende Liebesromane verliehen wird. Der Preis wurde 1994 von der Stadt Mikawa (heute Teil von Hakusan) zu Ehren des Schriftstellers Shimada Seijirō ins Leben gerufen. Seit 2014 wird der Preis von der Kanazawa Gakuin Universität organisiert und durchgeführt.

## Hintergrund
Der Preis wurde ursprünglich von der Stadt Mikawa anlässlich des 40-jährigen Jubiläums der Gemeindezusammenlegung gegründet. Nach der Auflösung der Stadt im Jahr 2005 übernahm die Stadt Hakusan die Organisation. Aufgrund von Schwierigkeiten wurde der Preis 2011 vorübergehend eingestellt, aber 2013 durch die private Organisation "Japanische Gesellschaft zur Förderung der Liebesliteratur" wiederbelebt. Seit 2014 wird der Preis von der Kanazawa Gakuin Universität weitergeführt.

## Auswahlverfahren
Ein einzigartiges Merkmal des Shimase ren'ai bungaku-shō ist die aktive Beteiligung von Studenten der Kanazawa Gakuin Universität am Auswahlprozess. Im Rahmen des "Shimase Ren'ai Literaturseminars" lesen und diskutieren die Studenten die eingereichten Werke und schlagen Kandidaten für die Endauswahl vor. Die endgültige Entscheidung trifft eine Jury, die aus renommierten Schriftstellern und Literaturwissenschaftlern besteht.

## Preisträger
| Jahr                             | Preisträger/in                       | Originaltitel                           | Deutscher Titel                              |
| -------------------------------- | ------------------------------------ | --------------------------------------- | -------------------------------------------- |
| 1994                             | Takagi Nobuko                        | 『蔵燃』                                | Brennender Efeu                              |
| 1995                             | Yamamoto Michiko                     | 『瑞瓦唐草』                            | Chinesische Vergissmeinnicht                 |
| 1996                             | Bandō Masako                         | 『桜雨』                                | Kirschblütenregen                            |
| 1997                             | Nozawa Hisashi                       | 『恋愛時代』                            | Zeitalter der Liebe                          |
| 1998                             | Koike Mariko                         | 『欲望』                                | Begierde                                     |
| 1999                             | Fujita Yoshinaga                     | 『求愛』                                | Werben um Liebe                              |
| 2000                             | Aku Yū                               | 『詩小説』                              | Lyrischer Roman                              |
| 2001                             | Tōdō Shizuko                         | 『ソング・オブ・サンデー』              | Song of Sunday                               |
| 2002                             | Iwai Shimako                         | 『自由戀愛』                            | Freie Liebe                                  |
| 2003                             | Tanimura Shiho                       | 『海猫』                                | Meerkatze                                    |
| 2004                             | Inoue Areno                          | 『潤一』                                | Jun'ichi                                     |
| 2005                             | Kodemari Rui                         | 『欲しいのは、あなただけ』              | Alles, was ich will, bist nur Du             |
| 2006                             | Ishida Ira                           | 『眠れぬ真珠』                          | Die schlaflose Perle                         |
| 2007                             | Ekuni Kaori                          | 『がらくた』                            | Gerümpel                                     |
| 2008                             | Agawa Sawako                         | 『婚約のあとで』                        | Nach der Verlobung                           |
| 2009                             | Murayama Yuka                        | 『ダブル・ファンタジー』                | Double Fantasy                               |
| 2010                             | Kirino Natsuo                        | 『ナニカアル』                          | Nanika aru (Etwas ist da)                    |
| 2011                             | Asano Atsuko                         | 『たまゆら』                            | Tamayura (flüchtiger Duft)                   |
| 2012                             | Sakuragi Shino                       | 『ラブレス』                            | Loveless                                     |
| 2013                             | Hayashi Mariko / Chihaya Akane       | 『アスクレピオスの愛人』 / 『あとかた』 | Asklepios' Geliebte / Spuren                 |
| 2014                             | Shimamoto Rio                        | 『Red』                                 | Red                                          |
| 2015                             | Yoshimura Man'ichi                   | 『臣女』                                | Die Dienerin                                 |
| 2016                             | Otokawa Yūzaburō / Yamazaki Nao-Cōra | 『ロゴスの市』 / 『美しい距離』         | Die Stadt des Logos / Schöne Distanz         |
| 2017                             | Asakura Hirokage                     | 『風が吹いたり、花が散ったり』          | Der Wind weht, die Blumen fallen             |
| 2018                             | Miura Shion                          | 『ののはな通信』                        | Nonohana-Briefe                              |
| 2019                             | Wataya Risa                          | 『生のみ生のままで』                    | Ganz und gar lebendig                        |
| 2020                             | Yamamoto Fumio                       | 『自転しながら公転する』                | Rotierend beim Umlauf                        |
| 2021                             | Yoshikawa Toriko                     | 『余命一年、男をかう』                  | Noch ein Jahr zu leben: Ich kaufe einen Mann |
| 2022                             | Yoshida Shūichi                      | 『ミス・サンシャイン』                  | Miss Sunshine                                |
| 2023                             | Ichihō Michi / Ueda Takahiro         | 『光のとこにいてね』 / 『最愛の』       | Bleib im Licht / Das Allerliebste            |
| Quelle: World of Literary Prizes |                                      |                                         |                                              |

Die deutschen Titel sind freie Übersetzungen zum besseren Verständnis.